# 200 mètres féminin aux Jeux olympiques d'été de 1968 (athlétisme)
Navigation
Tokyo 1964 Munich 1972
L'épreuve du 200 mètres féminin aux Jeux olympiques de 1968 s'est déroulée les 17 et 18 octobre 1968 au Stade olympique universitaire de Mexico, au Mexique.  Elle est remportée par la Polonaise Irena Szewińska qui établit un nouveau record du monde en 22 s 5.

## Faits marquants
36 concurrentes représentant 21 nations participent à l'épreuve.
Le meilleur temps des séries est réalisé par l'Américaine Barbara Ferrell. En demi-finale elle établit un nouveau record olympique en 22 s 8, de même que l'Australienne Jennifer Lamy, tandis que la favorite, la Polonaise Irena Szewińska, détentrice du record du monde et championne d'Europe 1966, se contente de 23 s 2.
La finale voit la double championne olympique du 100 m, l'Américaine Wyomia Tyus, prendre le meilleur départ et sortir en tête dans la ligne droite. Elle perd pied progressivement face à Szewińska et à l'Australienne Raelene Boyle, qui faiblit à 30 m de la ligne, laissant la victoire à la Polonaise. Szewińska abaisse le record du monde du 200 mètres de 2 dixièmes pour le porter à 22 s 5 (22 s 58 électrique).

## Records avant compétition
Avant cette compétition, les records dans cette discipline étaient les suivants : 
| Record du monde  | Irena Szewinska (POL) | 22 s 7 | Varsovie | 8 août 1965     |
| Record olympique | Edith McGuire (USA)   | 23 s 0 | Tokyo    | 19 octobre 1964 |

## Résultats

### Séries
Les 3 premières de chaque série et le meilleur temps se qualifient pour les demi-finales.

### Demi-finales
Les 4 premières de chaque série se qualifient pour la finale.
| Rang | Athlète              | Pays                 | Temps manuel | Temps électrique | Notes |
| ---- | -------------------- | -------------------- | ------------ | ---------------- | ----- |
| 1    | Raelene Boyle        | Australie            | 22 s 9       | 22 s 95          | =OR   |
| 2    | Wyomia Tyus          | États-Unis           | 23 s 1       | 23 s 14          |       |
| 3    | Irena Szewinska      | Pologne              | 23 s 2       | 23 s 21          |       |
| 4    | Jutta Stöck          | Allemagne de l'Ouest | 23 s 4       | 23 s 41          |       |
| 5    | Lyudmila Samotyosova | Union soviétique     | 23 s 4       | 23 s 52          |       |
| 6    | Lillian Board        | Royaume-Uni          | 23 s 4       | 23 s 52          |       |
| 7    | Dianne Burge         | Australie            | 23 s 6       | 23 s 65          |       |
| -    | Fulgencia Romay      | Cuba                 | DNS          |                  |       |

| Rang | Athlète                  | Pays             | Temps manuel | Temps électrique | Notes  |
| ---- | ------------------------ | ---------------- | ------------ | ---------------- | ------ |
| 1    | Barbara Ferrell          | États-Unis       | 22 s 8       | 22 s 87          | OR, AR |
| 2    | Jennifer Lamy            | Australie        | 22 s 8       | 22 s 89          | =OR    |
| 3    | Margaret Bailes          | États-Unis       | 22 s 9       | 22 s 95          |        |
| 4    | Nicole Montandon         | France           | 23 s 0       | 23 s 02          | NR     |
| 5    | Vera Popkova             | Union soviétique | 23 s 2       | 23 s 28          |        |
| 6    | Miguelina Cobián         | Cuba             | 23 s 3       | 23 s 39          |        |
| 7    | Una Morris               | Jamaïque         | 23 s 5       | 23 s 59          |        |
| 8    | Truus Hennipman-Cruiming | Pays-Bas         | 23 s 5       | 23 s 60          |        |

### Finale
| Rang               | Athlète          | Pays                 | Temps manuel | Temps électrique | Notes |
| ------------------ | ---------------- | -------------------- | ------------ | ---------------- | ----- |
| Médaille d'or      | Irena Szewinska  | Pologne              | 22 s 5       | 22 s 58          | WR    |
| Médaille d'argent  | Raelene Boyle    | Australie            | 22 s 7       | 22 s 74          | AR    |
| Médaille de bronze | Jennifer Lamy    | Australie            | 22 s 8       | 22 s 88          |       |
| 4                  | Barbara Ferrell  | États-Unis           | 22 s 9       | 22 s 93          |       |
| 5                  | Nicole Montandon | France               | 23 s 0       | 23 s 08          |       |
| 6                  | Wyomia Tyus      | États-Unis           | 23 s 0       | 23 s 08          |       |
| 7                  | Margaret Bailes  | États-Unis           | 23 s 1       | 23 s 18          |       |
| 8                  | Jutta Stöck      | Allemagne de l'Ouest | 23 s 2       | 23 s 25          | NR    |

## Légende
Records et Performances
- AR : Record continental (area record)
- CR : Record des championnats (championship record)
- MR : Record du meeting (meet record)
- NR : Record national (national record)
- OR : Record olympique (olympic record)
- PR : Record paralympique (paralympic record)
- PB : Record personnel (personal best)
- SB : Meilleure performance personnelle de la saison (season's best)
- WL : Meilleure performance mondiale de l'année (world leader)
- WJR : Record du monde junior (world junior record)
- WR : Record du monde (world record)

Circonstances et Conditions
- DNF : N'a pas terminé (did not finish)
- DNS : N'a pas pris le départ (did not start)
- DQ : Disqualification (disqualification)
- NM : Aucun essai valable enregistré (No Mark)
- Q : Qualifié « directement » au prochain tour (ou à la prochaine compétition), lors d'une compétition majeure, grâce au classement ou à la réalisation des minima (automatic qualifier)
- q : Qualifié au prochain tour (ou à la prochaine compétition), lors d'une compétition majeure, grâce au repêchage ou à la réalisation de l'une des meilleures performances parmi celles des « non qualifiés directement » (grâce au meilleur temps ou à la meilleure distance par exemple) (secondary qualifier)